# Таміка замбійська
Та́міка замбійська (Cisticola luapula) — вид горобцеподібних птахів родини тамікових (Cisticolidae). Мешкає на півдні Центральної Африки. Раніше вважався підвидом рудокрилої таміки. Назва птаха C. luapula походить від річки Луапула

## Поширення і екологія
Замбійські таміки поширені на сході і півдні Анголи, на півночі Намібії і Ботсвани, на крайньому північному заході Зімбабве і Мозамбіку, на південному сході ДР Конго в районі озера Мверу та в Замбії. Вони живуть в заплавних луках, на болотах, в чагарникових заростях.